# Shine (låt av De Toppers)
Shine är en låt framförd av De Toppers. Den är skriven av Bas van den Heuvel och Ger van de Westelaken.
Låten var Nederländernas bidrag i Eurovision Song Contest 2009 i Moskva i Ryssland. I semifinalen den 14 maj slutade den på sjuttonde plats med 11 poäng vilket inte var tillräckligt för att gå vidare till finalen.